# Pinkie Barnes
Pinkie Barnes (* 18. April 1915 in Luton; † 14. September 2012) war eine englische Tischtennisspielerin. Bei der Weltmeisterschaft 1949 gewann sie Silber im Doppel und mit der Mannschaft.
Der Geburtsname war Lavender Rosamund Marguerite Barnes. Da der Name Lavender oft mit lavvy abgekürzt wurde, was ihr wegen des Begriffs lavatory zu sehr nach einem Urinal klang, nannte sie sich nach einem Filmstar aus den 1930er Jahren Pinkie.

## Werdegang
Pinkie Barnes nahm an zwei Weltmeisterschaften teil. 1948 erreichte sie im Doppel mit Mae Clouther das Viertelfinale. 1949 gewann sie zwei Silbermedaillen. Mit der englischen Damenmannschaft unterlag sie im Endspiel den USA. Das Doppel mit Joan Crosby wurde Zweiter nach einem Sieg im Halbfinale über die Ungarinnen Rozsi Karpati/Erzsebet Mezei und einer Finalniederlage gegen das ungarisch-schottische Paar Gizella Farkas/Helen Elliot.
Im Juni 1952 heiratete sie den Schauspieler Sam Kidd († 1982). Danach beendete sie ihre Laufbahn als Leistungssportler und betätigte sich in der Werbebranche. Sie hatte einen Sohn (* 1954).

## Turnierergebnisse
| Verband | Veranstaltung     | Jahr | Ort       | Land | Einzel    | Doppel        | Mixed     | Team |
| ------- | ----------------- | ---- | --------- | ---- | --------- | ------------- | --------- | ---- |
| ENG     | Weltmeisterschaft | 1949 | Stockholm | SWE  | letzte 64 | Silber        | letzte 64 | 2    |
| ENG     | Weltmeisterschaft | 1948 | Wembley   | ENG  | letzte 64 | Viertelfinale | letzte 64 |      |